# ナルト叙事詩
「ナルト叙事詩」（ナルトじょじし、アディゲ語:Нартхымэ акъыбарыхэ, カラチャイ・バルカル語:Нарт таурухла, オセット語: Нарты кадджытæ, ラテン文字転写: Narty kaddžytæ、英語: Nart saga）は、カフカス山脈起源の物語群である。この地域の民族の神話基盤を形成しており、あるものは単純な物語だが、創造神話や古代神学に匹敵する価値を有するものもある。

## 概要
アブハズ人、チェルケス人、オセット人、ウビフ人それぞれにナルト叙事詩のヴァージョンがある。
登場人物であるナルトたち自身は巨人の種族である。叙事詩の中で目立った役割を果たしている者たちは
- ソスリコ (Sosruko)。ウビフ語ではソースルクヮ [sawsərəqʷa]、アブハズ語ではサスルクヮ [sasrəqʷa]、オセット語ではソスラン (Soslan)、ロシア語ではサスルィクヴァ (Sasrykva)。トリックスター。
- サタナヤ。ウビフ語ではサタニヤ [satanəja]、アブハズ語ではサタネイ・グヮシャ[satanaj gʷaʃa] アディゲ語は[setenej]、オセット語ではサタナ (Satana)。ナルトたちの母親。豊穣の形象、母神。
- トレプシュ (Tlepsh)。アバザ語では[ɬapʃʷ]。鍛冶屋。
- シュルドン (Syrdon)。ジョルジュ・デュメジルによって北欧神話のロキと比較された存在。
- バオウチ (Baoutch)。アディゲ語では[bəwkʾə]。

ナルト叙事詩におけるモチーフのいくつかはギリシア神話にも共通している。特にカズベク山に鎖でつながれているプロメテウスの物語はナルト叙事詩に同じ要素がある。こうした共通モチーフは、初期にコーカサスの人々と古代ギリシア人の間に交流があったことを意味するのではないかとも言われている。また、ギリシア神話の金羊毛の物語におけるコルキスは、一般的に現代でいうグルジアかアブハジアの一部であったと考えられている。
加えて、文献学者のジョルジュ・デュメジルは、彼の「三機能仮説」、つまり原インド・ヨーロッパ人は戦士、祭司、平民の三階層を形成していたという説を支持するためにナルトたちを3つの部族に分割した（この議論における暗黙の前提は、ナルト叙事詩がオセット人に由来するという仮定である。なぜなら他の民族は非インド・ヨーロッパ語族だからである）。
「ヨーロッパの神話伝承やフォークロアに詳しい中世フランス文学の専門家」フィリップ・ヴァルテールは、「「ナルト叙事詩」のメリュジーヌ的な存在を検討することにより、来歴がかなり古いいくつかの神話素（神話的なテーマ）の周囲に、メリュジーヌ型の物語の骨格が浮かび上がってくるはずである」と論じている。
また、ナルト叙事詩とオセティア神話、ジョージア神話とアブハズ神話 (wikidata)との結びつきが指摘されている。オセティア・ナルト神話ではインド・ヨーロッパ系の世界の３層構造が存在するが、カラチャイ・バルカルではトルコ系テングリ・モデルが基礎にある。オセティア、アディゲ、アブハズとカラチャイ・バルカル叙事詩は各英雄とその家族に捧げられた伝説作品群が発展した。
C・スコット・リトルトンとリンダ・A・マルカーは『アーサー王伝説の起源』（原題 From Scythia to Camelot）のなかで、多くの点でアーサー王伝説はナルト叙事詩に由来すると推測した。提唱された伝播の経路は、アーサー王伝説が形成された時代に北フランスに移住した、オセット人の祖先にあたるアラン人である。

## 主要な登場人物について
オセット版の物語に登場する人物を中心に記載する。
エクセルテグ(ロシア語) を始祖とするエクセルテカッテ族(ロシア語)を中心とした叙事詩であるが、様々な人物を主役に据えたエピソードが残る。
特に中心となる英雄はソスラン、バトラズ、アサマズの三名である。
- ワーハグ(ロシア語)  　叙事詩に登場する中で最も古いナルト。本人の冒険譚はないが、エクセル、エクセルテグ兄弟の父親にあたる。
- エクセルテグ 　ワーハグの子。兄にエクセルを持つ。海神ドン・ベテュル(英語)の娘ゼラセと結婚したが、誤解により兄を殺してしまい、自分も自殺する。エクセルテカッテ族の始祖となる。
- ゼラセ  　海神ドン・ベテュルの娘。ナルトの果樹園にある病を治す黄金の林檎を鳥に变化して奪ったところをエクセルテグの矢に射られるが、その後命を救われて結婚する。エクセル、エクセルテグの死後、ワステュルジを騙して二人の墓を作らせたことで恨みを買う。エクセルテグの息子であるウリュズメグ(ロシア語)、ヘミュツを生んだ。死後ワステュルジに襲われて墓の中でサタナを生む。
- サタナ
ゼラセとワステュルジの娘。ウリュズメグ、ヘミュツとは父違いの妹で、異父兄弟のウリュズメグと結婚した。英雄ソスランの育ての親であり、英雄バトラズの義理の母。チェルキス語のナルト叙事詩では、バトラズの愛人でもある。知恵と魔法に優れ、しばしば一族の危機を救う。
- ウリュズメク  　ゼラセとエクセルテグの子供。異父姉妹のサタナと結婚し、ナルトの相談役となる。長老、老人として登場することが多いが、彼の冒険譚も複数ある。
- ヘミュツ  　ゼラセとエクセルテグの子供。バトラズの父。妻は異種族であるビセンタ族(ロシア語) の女性でありカエルの姿をしていたが、彼女はシュルドン(ロシア語) に笑われたことで村にいられなくなり、ヘミュツの背中に赤子を植え付けて海に戻る。叔母キズミダ(ロシア語) から譲られた魔法の「アルキザの歯」(ロシア語) の力により、ナルトの女性はヘミュツに言い寄られても逆らえなかったが、このことで他のナルト達の恨みを買い殺された。
- ソスラン  　ナルトの英雄の一人。岩から生まれサタナに取り上げられる。鋼鉄の体を持ち、狼の乳を用いて鍛冶神クルダレゴンに鍛えられたおかげで無敵だったが、膝だけはシュルドンに邪魔されたことで生身のままだった。バトラズの登場しない一部の伝承ではナルタモンガの杯(ロシア語) を譲られている。物語の中でナルトの中で最も強いと表現されることも多いが、巨人族のワイグ(ロシア語) 等のより強い存在に捕まることもあり知恵を使って切り抜ける。神々との宴を開きナルトたちへの祝福を受け取るなどの文化英雄の側面も持つ。チェラクセグテグ(ロシア語) の娘ベドゥハ(ロシア語) と結婚した後、太陽神の娘アシルフス(ロシア語) を求めて死者の国を旅した。様々な冒険を行い、復讐に燃えるバトラズと剣を交えて引き分けるなどの活躍もしたが、最期は恨みを買っていたシュルドンに自分の弱点を知られてしまったせいで、バルサガの車輪(ロシア語) に膝を切られて命を落とす。
- バトラズ                                                                                                                                                                                                                     
ナルト叙事詩に登場する最大の英雄。サタナの手によって父ヘミュツの背中の瘤から産まれた。産まれつき鋼鉄の身体を持っており、さらに鍛冶神クルダレゴンに鍛えられたことによってどのような武器も通さない無敵の体となった。自らを灼熱や暴風に姿を変えることができたとも言われている。ナルト達の守護者として活躍し、自身は離れた雪山に住まい、ナルト達に苦難があると灼熱する体を巨大な氷で冷やして霧を上げながら地上に降り立つ。他のナルトたちを押しのけて、魔法の力を持つナルタモンガの杯の守護者として認められた話もある。
最終的にバトラズは父ヘミュツの死によってナルト達との袂を分かつ。父親が殺されたことに憤怒した彼は、最初に下手人であるサイネグ・エルダル(ロシア語)（黒き山の領主の意）を殺す。サイネグはクルダレゴンによって造った彼自身の剣以外では殺せないとされたが、バトラズは策略によりこの剣を奪って殺し、自分の物とした。次に殺害に賛同したボラテ家のブラファニーグ(ロシア語)を始めとするナルト達を虐殺して回り、ナルトの半数を殺すが、シュルドンの機転により怒りの矛先を天界に向けさせる。その後天界に押し寄せたバトラズは精霊、天使達まで虐殺する。しかし最高神（英語）には歯が立たず、太陽神ハー(ロシア語) がバトラズの体を熱したことで生身のままだった臓腑が焼けて死に至る。バトラズの死に悲しんだ最高神の涙が地上に3つの聖域を作ったとされる。
バトラズの死には異伝も残り、天界との戦いで力を使い果たしたバトラズは生き残ったナルト達に自らの剣であるズスカラ（Dzus-qara）[3]を海へ封印することを命じるが、 ナルト達はあまりの重さのため海に投げ入れることを諦め隠してしまう。 バトラズはそれを見抜き、最終的に剣を投げ入れた海は荒れ狂って沸騰し、血の色に染まったと言われている。近年はオセット人のナルト叙事詩とアーサー王伝説のエピソードが共通の起源を持つという説が注目されており、 特にアーサー王の死とバトラズの死との間には顕著な類似が認められる。 アーサー王は死の直前ベディヴィアに湖にエクスカリバーを投げ込むよう指示する。

- シュルドン  　ナルト叙事詩におけるトリックスター。水神ガタカ(ロシア語) がゼラセに言い寄ったことから生まれた。彼の言動はナルトの社会に利益をもたらすこともあれば、危害をもたらすこともある。ソスランに息子たちを殺されたことを恨んでおり、ソスランの弱点を知ったときにバルサガの車輪にそれを伝えた。ファンディールというハープの発明者としての話も残る。ソスランの殺害との関係性からバルデルを殺害したロキとの共通点が指摘されている。
- アサマズ(ロシア語) 　アフサティ(英語)から与えられたフルートを持つ英雄であり演奏家。サイネグ・エルダルの娘アグンダと結婚し、敵であるトーガス・エルダルと争う。彼が演奏すると動物は踊り、山が動き、太陽と月はより明るく輝く。さらには自らを雷電に姿を変えることができる。

- アラクサウ(ロシア語)    　ベゼナク・エルダルの義理の息子。ボラテ家の娘ワシラットの息子だったが望まれない子であったため、黄金の箱に流される。ソスランの義兄弟だが、ゴリの要塞での戦いの最中にシュルドンによって命を落とす。
- ドン・ベテュル  　中位神であるドゥアル(ロシア語) の一人。海神であり、ドン川の聖ペテロが名前の語源とされる。ゼラセの父であり、他にも多くの娘息子たちがいる。ナルト達の協力者として登場しており、エクセルテカッテ族は海神の血を引く。
- ワステュルジ  　ドゥアルの一人。戦と男性の守護者。後世には聖ゲオルギウスと同一視された。三本足の馬に乗り、空を駈け、神と人間との仲裁を行う。ゼラセに騙されたことに腹を立てたワステュルジが彼女の死体を犯したことでサタナが生まれた。
- クルダレゴン（ヴァージョンによってトレプシュとも）
ドゥアルの一人。天上の鍛冶師として知られる神。ナルトの協力者として複数の物語に登場して彼らを助ける。
- その他の神
野生動物の守護者アフサティ、囲炉裏と契約の神サファ(ロシア語) 、雷神ワシラ(ロシア語) 、風の神ガラゴン(ロシア語) 等が、ナルトに親しい神（ドゥアル）として登場する。

## 関連文献
- ヴァルテール, フィリップ 著「第1部 地域別概説編 - カフカス神話」、篠田知和基、丸山顕徳 編『世界神話伝説大事典』勉誠出版、2016年8月1日、92-94頁。ISBN 978-4-585-20036-9。
- 松村, 一男 著「ナルト」、松村一男、平藤喜久子、山田仁史 編『神の文化史事典』白水社、2013年2月9日、374-377頁。ISBN 978-4-560-08265-2。